# Macrodactylus vittipennis
Macrodactylus vittipennis är en skalbaggsart som beskrevs av Moser 1919. Macrodactylus vittipennis ingår i släktet Macrodactylus och familjen Melolonthidae. Inga underarter finns listade i Catalogue of Life.